# Virtueller Friedhof
Als virtuelle Friedhöfe (auch „Internetfriedhof“, „Netzfriedhof“ oder „Onlinefriedhof“) werden in aller Regel Websites bezeichnet, auf denen für Verstorbene eine oder mehrere Gedenkseiten erstellt werden können. Mit diesen Seiten können Familienangehörige und Freunde, aber auch Fremde ihre Kondolenz bezeugen. Virtuelle Friedhöfe gibt es sowohl für Menschen als auch für Haustiere. Die ersten virtuellen Friedhöfe gab es Anfang der 1990er Jahre. Die Entstehung und Verbreitung erfolgte meist durch amerikanische Internetseite und sind bis heute Teil der Online-Traueraktivitäten.

## Vorteile virtueller Gedenkseiten
Vorteile von virtuellen Friedhöfen sind eine weltweite Erreichbarkeit der Gedenkseiten und die individuelle Gestaltung bei relativ geringen Kosten. Eine solche Internetseite ist nicht nur kurzzeitig einsehbar, wie eine Todesanzeige in einer lokalen Zeitung, sondern permanent abrufbar. Es besteht außerdem die Möglichkeit für einen Trauerort bei Bestattung auf der „Grünen Wiese“ ohne persönliche Grabstätte. Virtuelle Friedhöfe bieten in der Regel die Möglichkeit, eine eigene Gedenkseite für den Verstorbenen zu erstellen. Diese Seite wird häufig als „Online-Grab“ bezeichnet. Auf der Gedenkseite können Texte und Bilder veröffentlicht werden, die der Nachwelt den Verstorbenen in Erinnerung rufen. Oft können virtuelle Gedenkkerzen angezündet werden. Auch das Anlegen von Familienstammbäumen ist bei einigen virtuellen Friedhöfen möglich.

## Nachteile virtueller Friedhöfe
Die Nutzung eines virtuellen Friedhofs kann eine Hilfe bei der Bewältigung der Trauer sein, jedoch die Abschiednahme am Grab des Verstorbenen nicht ersetzen. Ein deutlicher Nachteil solcher Gedenkseiten ist, dass es bei nicht moderierten Kondolenzlisten zu verletzenden Einträgen kommen kann, die die Angehörigen zusätzlich belasten. Bleiben Kondolenzseiten über Jahre bestehen und werden nicht regelmäßig geprüft, steigt die Wahrscheinlichkeit unerwünschter Einträge.